# Mogorcse
Mogorcse (macedónul: Могорче) település Észak-Macedóniában, a Délnyugati körzet Debari járásában.

## Népesség
| Lakosok száma | 652  | 703  | 788  | 1089 | 1297 | 1642 | 1630 | 1794 | 1334 |
|               | 1948 | 1953 | 1961 | 1971 | 1981 | 1991 | 1994 | 2002 | 2021 |

2002-ben 1 794 lakosa volt, akik közül 1 408 macedón, 376 török, 1 albán, 1 bosnyák, 1 cigány és 7 egyéb.